# Albino di Vercelli
Albino di Vercelli (... – Vercelli, 451), venerato come santo dalla Chiesa cattolica, fu vescovo di Vercelli dal 435 al 451.
Il suo episcopato è legato alla ricostruzione e alla consacrazione della cattedrale di Vercelli nel 448.

## Agiografia
Le poche notizie circa la vita di Albino sono quelle correlate alla ricostruzione della cattedrale di Vercelli. Albino divenne il sesto vescovo di Vercelli nel 435.
Nel 406 le orde degli Ostrogoti di Radagaiso e nel 410 i Visigoti di Alarico I devastarono Vercelli, distruggendo la cattedrale fatta costruire da Teodosio I sul sito della basilica paleocristiana di sant’Eusebio.
Quando la costruzione della chiesa fu completata, passò da Vercelli il vescovo d'Auxerre Germano, che si recava ad un concilio a Ravenna per chiedere all'imperatore che il vicario imperiale in Gallia, Flavio Ezio, non facesse invadere dagli Alani la Bretagna. Germano promise che al suo ritorno avrebbe consacrato la cattedrale di Vercelli. Ma purtroppo morì mentre ancora si trovava a Ravenna il 31 luglio 448, compianto da tutti i vescovi presenti e dall'imperatrice Galla Placidia. Per adempiere il suo ultimo desiderio che era quello di essere sepolto in Bretagna nella sua cattedrale di Auxerre, il suo corpo fu imbalsamato e, scortato dalla guardia imperiale, si iniziò a trasportarlo in Gallia. Quando il corteo funebre passò da Vercelli, Albino volle che il feretro di Germano fosse portato dentro la cattedrale per il rito della consacrazione. Appena il santo entrò nella chiesa, inspiegabilmente si accesero tutte le candele, come segno di partecipazione alla cerimonia di consacrazione.
Albino morì nel 451.

## Culto
Il Martirologio romano fissa la memoria liturgica il 1º marzo.
Sant'Albino è anche il massimo patrono della città di Albino, in provincia di Bergamo.